# جمعان الحريتي
جمعان محمد ناصر الحريتي مواليد دولة الكويت (1930 - 15 ديسمبر 2001)، نائب سابق في مجلس الأمة الكويتي، لمجالس 1967 - 1971 - 1975 ، بالإضافة الي عضويته ب المجلس الوطني الكويتي عام 1990 .

## السيرة البرلمانية والذاتية
ولد جمعان محمد ناصر الحريتي العازمي في منطقة (الدمنة) السالمية حاليا، وعمل في بداية حياته في وزارة التربية، وبعد تقاعده أسس حملة للحج لخدمة الحجاج الكويتين، وكان من ضمن مواقفه خلال فترة الغزو العراقي للكويت توزيغ المبالغ المالية للمحتاجين والصامدين، وبعد وفاتة عام 2001 كرمته الكويت وتمت تسمية أحد شوارع منطقة الرميثية بأسمه، شارك في انتخابات مجلس الأمة الكويتي عام 1967 عن الدائرة التاسعة السالمية وحصل علي (893) وحصل علي المركز الثاني ونجح بالانتخابات، كما شارك في انتخابات مجلس الأمة الكويتي عام 1971 عن الدائرة التاسعة السالمية وحصل علي (880) وحصل علي المركز الخامس ونجح بالانتخابات، كما شارك في انتخابات مجلس الأمة الكويتي عام 1975 عن الدائرة التاسعة السالمية وحصل علي (1064) وحصل علي المركز الثاني ونجح بالانتخابات، كما شارك أيضا بانتخابات المجلس الوطني الكويتي عام 1990 ونجح فيها عن الدائرة الثانية عشر السالمية.